# Golden Boy 2019
De Golden Boy 2019 was de 17e editie van de Golden Boy Award. Op 27 november 2019 werd de Portugees João Félix uitgeroepen als winnaar. Félix had dat jaar de overstap gemaakt van SL Benfica naar Atlético Madrid. De laureaat van het jaar daarvoor, Matthijs de Ligt, eindigde vijfde.

## Uitslag
| Nr.    | Winnaar              | Club                | Ptn    |
| Top-10 | Top-10               | Top-10              | Top-10 |
| ------ | -------------------- | ------------------- | ------ |
| 1.     | João Félix           | Atlético Madrid     | 332    |
| 2.     | Jadon Sancho         | Borussia Dortmund   | 175    |
| 3.     | Kai Havertz          | Bayer 04 Leverkusen | 75     |
| 4.     | Erling Braut Håland  | Red Bull Salzburg   | 74     |
| 5.     | Matthijs de Ligt     | Juventus FC         | 71     |
| 6.     | Ansu Fati            | FC Barcelona        | 49     |
| 7.     | Phil Foden           | Manchester City     | 46     |
| 8.     | Gianluigi Donnarumma | AC Milan            | 37     |
| 9.     | Nicolò Zaniolo       | AS Roma             | 36     |
| 10.    | Donyell Malen        | PSV                 | 35     |